# 花形恵子
花形 恵子（はながた けいこ、1935年6月2日 - 2015年1月12日）は、日本の女優、声優、児童文学作家。東京府（現・東京都）出身。81プロデュース最終所属。夫は俳優の篠原大作（2016年死去）。

## 来歴
日本女子大学附属高等学校卒業。1954年4月、劇団ぶどうの会に入団。フェデリコ・ガルシーア・ロルカ原作の『ベルナルダ・アルバの家』のアデラで初舞台。1961年2月、ぶどうの会を脱退し、山田肇、篠原大作、松村彦次郎などともに劇団風を創立。同人舎プロダクション、東京俳優生活協同組合、ぷろだくしょんバオバブ、アーツビジョンを経て、81プロデュースに所属していた。
夫の篠原大作とともに「ふたり朗読館」を主宰して朗読の分野でも活動。朝日カルチャーセンターの朗読講座ほかで講師を務めていた。
2015年1月12日、死去。79歳没。夫の篠原も花形の死から1年1ヶ月後に死去した。

## 人物
声種はメゾソプラノからアルト。
趣味・特技は日本舞踊、ゴルフ。
息子が2人いた。

## 出演

### テレビアニメ
1971年
- アタックNo.1（順玉）

1973年
- ジャングル黒べえ
- ど根性ガエル（1973年 - 1974年）

1974年
- はじめ人間ギャートルズ（1974年 - 1976年、かあちゃん）

1975年
- 少年徳川家康（華陽院）

1976年
- 母をたずねて三千里（マグダレーナ）

1977年
- 女王陛下のプティアンジェ（女王陛下）

1980年
- 無敵ロボ トライダーG7（竹尾加代〈初代〉）

1981年
- おはよう!スパンク
- 家族ロビンソン漂流記 ふしぎな島のフローネ（ルイーゼコップ）
- 新・ど根性ガエル（1981年 - 1982年、町田先生の奥さん）

1982年
- 太陽の子エステバン（オムロ）

1985年
- 小公女セーラ（市長夫人）

1986年
- 愛少女ポリアンナ物語（母）
- 青春アニメ全集（萩野夫人）

1987年
- エスパー魔美（剣の妻）
- グリム名作劇場（おかあさん）

1988年
- 美味しんぼ（女将）
- めぞん一刻（女園長）

1991年
- 八百八町表裏　化粧師（眉花楼の女将）

1992年
- キテレツ大百科（高枝）

1993年
- 忍たま乱太郎（ナラタケ城の姫〈初代〉）

1995年
- アリス探偵局（お婆さん）

2000年
- だぁ!だぁ!だぁ!（畑山先生）

2003年
- ワンダーベビルくん（大鐘夫人）

2005年
- ガラスの仮面（美術監督）

### OVA
- ロボットカーニバル「プレゼンス」（1987年、おばあさん）
- 銀河英雄伝説（1991年、ミッターマイヤーの母）
- とっとこハム太郎 ハムちゃんずの宝探し大作戦! 〜はむはー!すてきな海のなつやすみ〜（2003年、ビスカスちゃんのおばあちゃん）

### 吹き替え

#### 担当女優
ロイス・マクスウェル
- ジェームズ・ボンドシリーズ（ミス・マネーペニー）
  - 女王陛下の007 ※TBS版
  - 007 危機一発 ※TBS新録版
  - 007 黄金銃を持つ男 ※TBS版
  - 007 サンダーボール作戦 ※TBS版
  - 007 死ぬのは奴らだ ※TBS旧録版
  - 007 ダイヤモンドは永遠に ※TBS旧録版
  - 007 ムーンレイカー ※TBS版
  - 007 私を愛したスパイ ※TBS旧録版
  - 007は殺しの番号 ※TBS版
  - 007は二度死ぬ ※TBS版

#### 映画
- 絞殺魔（デサルボ夫人〈キャロリン・コンウェル〉）※テレビ朝日版
- 十戒（ベシア〈ニナ・フォック〉）※フジテレビ版
- 追憶（シュー〈バージニア・ヴィンセント〉）※テレビ朝日版
- ポセイドン・アドベンチャー2（ハンナ・メレディス〈シャーリー・ナイト〉）※TBS版
- ノーバディーズ・フール
- マッカーサー（ジーン・マッカーサー〈マージ・デューセイ〉）※TBS版
- 夜の道（シャーロット〈ダイアン・フォスター〉）※テレビ朝日版

#### ドラマ
- 奥さまは魔女（1966年）※TBS版

#### アニメ
- ボブとはたらくブーブーズ（2000年、ドリス）

#### 人形劇
- サンダーバード（1966年、グラディス・ソルツマン）

### 人形劇
- こどもにんぎょう劇場
  - 「ねずみのすもう」（おばあさん、ふと坊）
  - 「たのきゅう」（たのきゅうの母）
  - 「わがままな大男」（1998年、大きな木）
- 新八犬伝（1973年、犬坂毛野、五十子、栞、十六夜）
- プリンプリン物語（1980年、ネチアーナ伯爵夫人）

### 特撮
- 帰ってきたウルトラマン 第46話「この一撃に怒りをこめて」（1971年、看護婦）

### テレビドラマ
- 少年ドラマシリーズ「未来からの挑戦」（1977年、森の母）

### テレビ番組
- 一枚の写真

## 著書

### 大人向け
- 『ことば美人は暮らし上手』六興出版 1988
- 『暮らしの中に美しい日本語を 今日から始めませんか楽しい朗読』未来社 1991

### 児童書
- 『詩とあそびましょう 1 (さくらんぼ・みかん)』高田敏子詩,花形恵子作,渡辺洋二絵 あすなろ書房 1978
- 『詩とあそびましょう 2 (ちょうちょ・うさぎ) 』高田敏子詩,花形恵子作,渡辺洋二絵 あすなろ書房 1978
- 『ベロベロおばけ』北山葉子え 偕成社 1981 (おはなしあそびのえほん なつ)
- 『おつきさまとおどりましょ』北山葉子え 偕成社 1981 (おはなしあそびのえほん あき)
- 『れんげのはなかざり』北山葉子え 偕成社 1981 (おはなしあそびのえほん はる)
- 『さんかくくしゃみ』北山葉子え 偕成社 1982 (おはなしあそびのえほん ふゆ)
- 「ロミちゃん・ムーちゃんえほん」きたやまようこ絵 偕成社

『おふろにちゃっぷん』1983
『おはようあさですよ!』1983
『いいおかおってどんなかお?』1983
『はくしょん』1985
『ようふくきられるかな?』1985
『はみがきしゅっしゅっ』1985
『おはなしハンカチあそび』1988
- 『しあわせ色の花束もって』小淵もも絵 主婦の友社 1984
- 『やさしい手あそび あかちゃんにもできる 花形恵子のかたりあそび』北山葉子絵 アド・グリーン企画出版 1986 (アド・グリーン保育実技選書)
- 「ポアンくんとピポンちゃん」木村かほる絵 偕成社

『はじめましてこんにちわ』1989
『おやつはビスケット』1989
『もしもしはいはいでんわです』1990
『やさいだいすき』1990
- 『まねっここねこ』沢田桃子絵 鈴木出版(たんぽぽえほんシリーズ) 1990